# ASP.NET AJAX
ASP.NET AJAX (англ. Active Server Pages .NET Asynchronous Javascript and XML) — это множество расширений к технологии ASP.NET, разработанное фирмой Microsoft, для реализации технологии Ajax. Выпущено под лицензией Microsoft Public License. При разработке динамических сайтов, страница формируется на стороне сервера и передается на сторону клиента (конечного пользователь), но иногда необходимо построить web-сайты таким образом, чтобы страница на стороне пользователя была в актуальном состоянии без обновления страницы пользователем. Разработка программного обновления страницы пользователя через промежуток времени не всегда является эффективной, поскольку информации на странице может содержаться большое количество, а данные, которые нужно поддерживать в актуальном состоянии, во время просмотра страницы, являются небольшое количество. Разработанные расширения ASP.NET AJAX позволяют передавать управление участка web-страницы на сторону сервера, что позволяет поддерживать в актуальном состоянии web-страницу, при её просмотре, а также эффективнее управлять web-страницей по запрограммированным действиям пользователя, которые должны сопровождаться передачей данных со стороны сервера (обновляется только участок страницы, а не вся страница целиком).

## Путевые вехи
В начальных стадиях разработки, ASP.NET AJAX было присвоено кодовое имя Atlas. Первые версии были представлены сообществу в виде  CTPs (Community Technical Previews). Первая версия, ASP.NET AJAX 1.0 RTM, вышла в свет 23 января 2007 г. как расширение к ASP.NET 2.0.
Важными этапами пути ASP.NET AJAX были:
- CTPs  - октябрь, декабрь 2005, январь, март, апрель, июнь, июль 2006
- Бета  - октябрь, ноябрь 2006
- Release Candidate (RC) - декабрь 2006
- ASP.NET AJAX 1.0 RTM - 23 января, 2007
- ASP.NET AJAX 3.5 - ноябрь 19, 2007 (как часть ASP.NET 3.5)

ASP.NET AJAX 4.0; является частью ASP.NET 4.0.

## Поддержка браузеров
ASP.NET AJAX работает на следующих браузерах:
- Microsoft Internet Explorer (>= 6.0)
- Mozilla Firefox (>= 1.5)
- Opera (>= 9.0)
- Apple Safari (>= 2.0)
- Google Chrome

## Комплект ASP.NET AJAX
В настоящее время ASP.NET AJAX состоит из:
- Microsoft Ajax Library 4.0.
- Расширение сервера, для создания серверных элементов управления. Было добавлено в ASP.NET 2.0 под названием ASP.NET 1.0 Extensions.
- Ajax Control Toolkit - библиотека элементов управления, использующих технологию Ajax .